# ライト・ベランカ WB-2

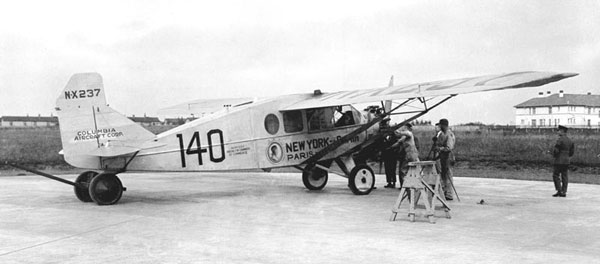
コロンビア号

ライト・ベランカ WB-2（Wright-Bellanca WB-2）は、ジュセッペ・ベランカが設計した単発単葉機である。ミスコロンビア号、後にメープルリーフ号の名前で多くの長距離飛行を行った。チャールズ・リンドバーグの大西洋横断飛行の乗機として検討された機体でもある。

## 運用の歴史
1925年に、アメリカの航空パイオニアの一人、クラレンス・チェンバレンは、ジュセッペ・ベランカと友人になり、チェンバレンの推薦でベランカは、当時、ホワールウィンド エンジンのデモ用の機体の製作を計画していたライト航空会社（Wright Aeronautical company）の技術顧問として雇われた。ベランカは全木製のWB-1を製作するが、WB-1は1926年に無給油での長時間飛行の世界記録に挑戦時に失われたので、金属構造の WB-2が後継機として製作されホワールウィンド J-5エンジンの試験に用いられた 。長距離洋上飛行を意識した設計上の特徴を持っており、主脚は不時着水する時に機体がひっくり返るのを防ぐために切り離すことが可能で、不時着水後は燃料タンクが浮力をかせぎ、エンジンも重量軽減するために切り離して投棄することができた。
WB-2はコロンビア号と命名されて1926年にC.C.チャンピオン（C.C. Champion）の操縦でナショナル・エア・レースに参加し、2度の最高効率賞を受賞した。ライト航空会社はホワールウィンド エンジンの開発を優先し、顧客の航空機メーカーと競合することを避けるために機体の開発を中止することにした。ベランカはWB-2の製作の権利をもって、ライト航空会社を退職し、新しい出資者チャールズ・レバイン（Charles Levine）とともにコロンビア飛行機（Columbia Aircraft Company）を設立した。WB-2の原型機は$15,500で、コロンビア飛行機が購入した。
1924年に、フランスのモールス・ドルーアン（Maurice Drouhin）とランドリー・ジュール（Landry Jules）が樹立した滞空飛行時間記録を破ることができると考え、宣伝のためにダグラス DWCで世界一周飛行を行ったパイロット、レイ・ウェイド（Leigh Wade）を雇ったが、ウェイドとレバインは対立し、バート・アコスタ（Bert Acosta）がパイロットとなった。1927年4月12日、チェンバレンとアコスタの搭乗したWB-2は、カーチスの技術者が過加重で事故をおこすと危惧したのに反して、1200フィートで離陸した。ニューヨークのルーズベルト飛行場上空を51時間11分25秒滞空し、飛行距離は4,100マイルと推定された。この距離は計算上はニューヨーク-パリ間の大西洋横断に必要な飛行距離を500マイル上回った。
最初の大西洋無着陸横断飛行にかけられたオルティーグ賞に挑戦する計画を進めていたチャールズ・リンドバーグにとってWB-2は理想的な機体であった。リンドバーグはコロンビア飛行機で、機体の購入の交渉を行ったが2回目の交渉にレバインが参加し、搭乗する乗員をコロンビア飛行機が決めることを主張し交渉は決裂した。レバインはコロンビア号でオルティーグ賞に挑戦することを計画し、チェンバレンとロイド・バートード（Lloyd W. Bertaud）を選んだが、条件面で合意せず、バートードをやめさせ自らが搭乗することに決めた。コロンビア号の、挑戦が遅れる中、1927年5月21日、リンドバーグがパリまでの単独無着陸飛行に成功し、オルティーグ賞を獲得した。
ヨーロッパの別の都市への無着陸横断飛行にも賞金がかけられていたので、6月4日、コロンビア号はベルリンへの無着陸飛行を行った。チェンバレンとレバインの搭乗したコロンビア号はベルリンの160kmほど手前のアイスレーベン飛行場までの6,285kmを42時間45分で飛行した。この距離はリンドバーグの記録を500km以上上回り、飛行時間は9時間以上長かった。レバインは大西洋を無着陸横断した最初の乗客となった。
コロンビア号がヨーロッパにいる間に、金持ちで社交界で有名な女性、メイベル・ボルが、最初に大西洋無着陸横断した女性となることを願って、レバインと交渉するが、レバインはフランス人パイロット、モールス・ドルーアンによる大西洋逆横断の計画をたてていた。またドルーアンと契約をめぐってトラブルとなり、機体をイギリスに移すことになる。新しいパイロットのヒンチクリフはローマのムッソリーニの息子への誕生日プレゼントを贈る飛行を行った。メイベル・ボルはアメリカからヨーロッパへの無着陸横断飛行に同乗させることを求めてアメリカに渡ってきた。
1927年12月30日、ベランカはコロンビア飛行機をやめ、アヴィアベランカを作った。
1928年3月5日、メイベル・ボルを乗せて、ウィルマー・シュルツ（Wilmer Stultz）、O.Le Boutilierの操縦で、コロンビア号はキューバのハバナまでの洋上飛行を行った。ボールは大西洋横断飛行の実現にむかって交渉するが、シュルツが拒否したためはボルはバードのフォッカー機と交渉することになった。
1930年6月29日、コロンビア号はエロール・ボイド （Erroll Boyd）、ロジャー・Q・ウィリアムズ（Roger Q. Williams）、ハリー・P・コナー（Harry P. Conner）が搭乗して、ニューヨークからバーミューダ諸島までの17時間の往復飛行を行い、郵便を投下した。
1930年にメーペルリーフ号と改名されて、カナダ国内博覧会に展示された。1930年10月9日、ボイド、ウィリアムズ、コナーの操縦でカナダからロンドンまでの36時間10分の無着陸横断飛行を行い、カナダ人による最初の大西洋横断飛行となった。その他、1933年にニューヨークからハイチまでの無着陸飛行などを行った。1934年1月25日、格納庫の火事で、失われた。
ベランカ CH-400が、コロンビア号に改造塗装されて、バージニア航空博物館に展示されている。スミソニアン航空宇宙博物館のコレクションに、焼損したコロンビア号の機体のアルミニウムから作られた灰皿が加えられている。

## スペック
出典:Avistar, The Lindbergh of Canada: the Erroll Boyd story
諸元
- 乗員：6名
- 全長：8.15 m（26 ft 9 in）
- 翼幅：14.12 m（46 ft 4 in）
- 翼面積：25.3 m2（272 sq ft）
- 空虚重量：839 kg（1,850 lb）
- 最大離陸重量：2,449 kg（5,400 lb）
- 燃料積載量：502
- エンジン：ライト ワールウィンド J-5 空冷星型9気筒 220 hp（160 kW）

性能
- 最大速度：203 km/h（109 kn; 126 mph）
- 巡航速度：169 km/h （91 kn; 105 mph）
- 実用上昇限度：4,000 m（13,000 ft）